# Owen D. Young
Owen D. Young ( 27 d'octubre de 1874 - 11 de juliol de 1962 ) va ser un industrial, empresari, diplomàtic i una figura clau a la Segona Conferència de Reparacions (SRC) el 1929, com a membre de la Comissió de Reparacions Internacionals alemanya.
És conegut sobretot per la seva diplomàcia a la SRC i per haver fundat la Radio Corporation of America. Tanmateix, Young va fundar la companyia RCA com a filial de General Electric el 1919; es va convertir en el seu primer president i va continuar en aquest càrrec fins al 1929.

## Carrera
Young va representar l'empresa Stone&Webster en un cas reeixit contra GE al voltant de 1911, i a través d'aquest cas va cridar l'atenció de Charles A. Coffin, el primer president de General Electric. Després de la mort del conseller general de GE, Hinsdill Parsons, l'abril de 1912, Coffin va convidar Young a convertir-se en el conseller general de la companyia. Va esdevenir president de GE el 1922 i el mateix any va ser nomenat el seu president inaugural, exercint aquest càrrec fins al 1939. Sota la seva guia i en associació amb el president Gerard Swope, GE es va traslladar a la fabricació d'electrodomèstics, establint la companyia com a líder en aquest camp i accelerant l'electrificació massiva de granges, fàbriques i sistemes de transport als Estats Units.
El 1919, a petició del govern, va crear la Radio Corporation of America (RCA) per contrarestar l'amenaça del control britànic sobre les comunicacions de ràdio del món contra la lluitadora indústria de la ràdio nord-americana. Es va convertir en el seu president i va ocupar aquest càrrec fins al 1929, ajudant a establir el lideratge nord-americà en la tecnologia emergent de la ràdio, fent de RCA la companyia de ràdio més gran del món. El 1928, va ser nomenat membre del consell d'administració de la Fundació Rockefeller en virtut d'una important reorganització d'aquesta institució, servint en aquest consell també fins al 1939.
La participació de Young a la Segona Conferència Industrial del president Woodrow Wilson després de la Primera Guerra Mundial va marcar l'inici del seu assessorament a cinc presidents dels Estats Units. El 1924 va ser coautor del Pla Dawes, que preveia una reducció de l'import anual de les reparacions alemanyes. A finals de la dècada de 1920, la inversió va caure i Alemanya va tornar a fallar. L'any 1929 es va reunir un nou organisme internacional per considerar un programa d'alliberament final de les obligacions alemanyes; Young va exercir com a president. Les reparacions totals d'Alemanya es van reduir i es van distribuir en 59 pagaments anuals. Després d'establir aquest " Pla jove ", Young va ser nomenat Home de l'any per la revista Time el 1929. El " Pla Young " es va ensorrar amb l' arribada de la Gran Depressió. Young també va ser fonamental en els plans per a un sistema universitari estatal a Nova York. El 1932, va ser candidat a la nominació presidencial demòcrata. No va fer campanya activa, però els seus amics van promoure la seva candidatura a principis de 1930 i a la Convenció Nacional Demòcrata de 1932. Va ser molt apreciat pels candidats Alfred E. Smith i Franklin D. Roosevelt, i alguns observadors de la convenció van especular que donarien suport a Young en el cas d'una convenció bloquejada.